# Juan Carlos Varela
Juan Carlos Varela Rodríguez (Panama-Stad, 12 december 1963) is een Panamees politicus. Tussen 2014 en 2019 was hij president van Panama. Daarvoor was hij van 2009 tot 2014 vicepresident van het land. Ook was hij van 2009 tot 2011 minister van Buitenlandse Zaken. Sinds 2006 is hij voorzitter van de Panameñistische Partij, de op twee na grootste partij van Panama.

## Biografie

### Jonge jaren
Juan Carlos Varela werd geboren in Panama-Stad en is van oorsprong ondernemer. Zijn familie is afkomstig uit de provincie Herrera. Na afgestudeerd te zijn aan het Colegio Javier, behaalde hij in 1985 de graad van Bachelor of Science in de technische bedrijfskunde aan het Georgia Institute of Technology in de Verenigde Staten.

### Carrière
Varela maakt sinds 1985 deel uit van de raad van bestuur van het familiebedrijf Varela Hermanos. Hij was vicepresident van het bedrijf tot 2008.
Varela begon zijn politieke carrière in de jaren negentig als campagneleider van de Panameñistische Partij in de aanloop naar de verkiezingen van 1994 en stond kandidaat voor het partijvoorzitterschap tijdens de verkiezingen van 2009. Hij werd ingezworen als vicepresident onder president Ricardo Martinelli op 1 juli 2009. Hij werd ook minister van buitenlandse zaken, maar in 2011 kwam het tot een breuk in de coalitie, waarbij president en vice-president elkaar beschuldigden van corruptie. Varela ging zich voorbereiden op de campagne van 2014.
Op 4 mei 2014 won Varela de presidentsverkiezingen van Panama met meer dan 39% van de stemmen. Hij won van José Domingo Arias, de kandidaat van de partij Cambio Democrático. Hij legde op 1 juli de eed af. Anderhalf jaar later doken de eerste berichten op over het advocatenkantoor Mossack-Fonseca, dat duizenden politici en zakenmensen zou helpen met witwasconstructies en beleggingen in belastingparadijzen. Ramón Fonseca was naast eigenaar van dat kantoor ook vice-voorzitter van de Panameñista partij en raadsman en persoonlijk vriend van Varela. Hij beschuldigde tijdens een verhoor in februari 2017 de president van het aannemen van steekpenningen van het Braziliaanse aannemersbedrijf Odebrecht, dat een aantal Latijns-Amerikaanse staatshoofden tot zijn relaties rekende. Het zou gaan om een bijdrage van US dollar 700.000 aan de campagne voor het vice-presidentschap in 2009. Varela moest de gift uiteindelijk toegeven maar had deze, naar eigen zeggen, gemeld bij de verkiezingscommissie. Volgens Odebrecht ging het in werkelijkheid om miljoenen dollars.
Na een termijn van vijf jaar mocht Varela zich in 2019 niet opnieuw verkiesbaar stellen. Hij werd als president opgevolgd door Laurentino Cortizo van de Democratische Revolutionaire Partij.